# Escola catalana de geologia
L'escola catalana de geologia és el nom amb què es coneix un grup de geòlegs que, entre finals del segle xix i el segle xx, van impulsar aquesta disciplina als Països Catalans. Es poden classificar en dues grans tendències: la religiosa i la laica.

## Història
L'interès tant de la geologia i com de la paleontologia a casa nostra fou inspirat pel moviment cultural de la Renaixença, que empenyia al coneixement material del país i tots els seus racons.
La tendència religiosa fou iniciada pel capellà i científic Jaume Almera i Comas i llurs alumnes. En el marc del Seminari Conciliar de Barcelona el 1874 va fundar el Museu de Geognòsia i Paleontologia, que ens ha arribat fins avui, estudiant sobretot el Pliocè. Juntament amb Artur Bofill va començar la magna tasca d'elaborar un mapa geològic de Catalunya. Fou pupil seu el també capellà Norbert Font i Sagué, que va divulgar el passat geològic català a través de diverses obres publicades, que van engrescar el també sacerdot Marià Faura i Sans que s'especialitzaria en paleontologia i acabaria substituint el mateix Almera en la direcció del mapa geològic català. El museu del seminari fou continuat per Josep Ramon Bataller i Calatayud, superant les dificultats de la guerra civil, fins que Lluís Via i Boada n'emprengué la direcció moderna.
Inicialment, la tendència laica va començar de la mà de la religiosa amb Artur Bofill i Poch que desenvolupà una tasca ingent com a director del Museu Martorell entre 1891 i 1920, el primer museu de ciències naturals de la ciutat de Barcelona. Per la seva banda, l'enginyer de mines Lluís Marià Vidal i Carreras va treballar en nombroses explotacions i estudis geològics que li permeteren participar en el mapa geològic de l'estat espanyol. El 1911 totes aquestes disciplines foren reforçades amb la creació a la Universitat de Barcelona d'una Secció de Ciències Naturals on es desenvoluparen futurs talents com el cristal·lògraf Francesc Pardillo i Vaquer i el petrògraf Maximino San Miguel de la Cámara, que després ocupà la càtedra. Els seus deixebles ampliaren l'escola catalana de geologia: el futur alcalde Manuel Font i Altaba, el geòleg petrògraf Jaume Marcet i Riba, l'espeleòleg Noel Llopis i Lladó, o Valentí Masachs i Alavedra entre d'altres. Però fou sobretot Lluís Solé i Sabarís qui, com a catedràtic, va formar l'escola moderna i professional que vindria al segle xx, malgrat la duresa de la postguerra espanyola.
Tingueren en comú que al llarg d'aquest període inicial establiren vincles professionals amb especialistes de tot Europa, malgrat la dificultat i l'aïllacionisme de determinats moments polítics.

## Llista alfabètica d'integrants
- Almera, Jaume
- Bataller, Josep R.
- Bofill, Artur
- Faura, Marià
- Font, Manuel
- Font, Norbert
- Llopis, Noel
- Masachs, Valentí
- Marcet, Jaume
- Pardilla, Francesc
- San Miguel, Maximinio
- Solé, Lluís
- Via, Lluís
- Vidal, Lluís M.